# Decurion
En decurion var en officer i den romerske hær med kontrol over 10 mand.
| Historie | Spire Denne historieartikel er en spire som bør udbygges. Du er velkommen til at hjælpe Wikipedia ved at udvide den. |